# 아멜 마즈리
아멜 마즈리(Amel Majri, 1993년 1월 25일 ~ )는 프랑스의 튀니지 출신 여자 축구 선수로, 현재 프랑스 디비지옹 1 페미닌의 올랭피크 리옹에서 활동하고 있다. 포지션은 윙어이며, 레프트백으로도 뛸 수 있다.

## 클럽 경력
아멜 마즈리는 튀니지 모나스티르에서 태어나 가족들과 함께 프랑스 리옹 근교로 이주했다. 마즈리는 2003년부터 2007년까지 AS 베니시외 밍게트에서 축구를 즐겼다. 2007년 여름에는 올랭피크 리옹의 리저브 팀인 올랭피크 리옹 C에 입단했으며 3차례의 시즌 동안에 리저브 리그 21경기에 출전했다.
2010-11 시즌을 기해 올랭피크 리옹 1군으로 승격되었으며 2011년 3월 20일에 열린 ESOF 방데 라로슈쉬르용과의 경기에 처음 출전하면서 디비지옹 1 페미닌 무대에 데뷔했다. 2011-12 시즌부터 올랭피크 리옹의 주전 선수로 활동했다.

## 국가대표 경력
2012년에 튀니지 여자 U-20 축구 국가대표팀 선수로 활동했지만 2014년에 프랑스 여자 축구 국가대표팀으로 전향하게 된다. 2014년 5월 7일에 열린 헝가리와의 2015년 FIFA 여자 월드컵 유럽 지역 예선 경기에서 처음 출전했고 해당 경기에서 자신의 국가대표팀 첫 골을 기록하는 영예를 안았다. 2015년 FIFA 여자 월드컵, 2016년 리우데자네이루 하계 올림픽, 2019년 FIFA 여자 월드컵에 참가했다.

## 수상

### 클럽
올랭피크 리옹
- 디비지옹 1 페미닌 9회 우승 (2010-11, 2011-12, 2012-13, 2013-14, 2014-15, 2015-16, 2016-17, 2017-18, 2018-19)
- 쿠프 드 프랑스 페미닌 7회 우승 (2012, 2013, 2014, 2015, 2016, 2017, 2019)
- UEFA 여자 챔피언스리그 6회 우승 (2010-11, 2011-12, 2015-16, 2016-17, 2017-18, 2018-19)

### 국가대표
- 시빌리브스컵 1회 우승 (2017)

### 개인
- 2015-16 시즌 국가 프로 축구 선수 연합(UNFP) 선정 올해의 여자 축구 선수 수상